# Championnats d'Europe de cyclo-cross 2011
Navigation
Édition précédente Édition suivante
Les Championnats d'Europe de cyclo-cross 2011 se sont déroulés le 6 novembre 2011, à Lucques en Italie.

## Résultats

### Hommes
| Épreuves        | Or                   | Argent           | Bronze        |
| --------------- | -------------------- | ---------------- | ------------- |
| Moins de 23 ans | Lars van der Haar    | Mike Teunissen   | Stan Godrie   |
| Juniors         | Mathieu van der Poel | Quentin Jauregui | Romain Seigle |

### Femmes
| Épreuves | Or                   | Argent        | Bronze                 |
| -------- | -------------------- | ------------- | ---------------------- |
| Élites   | Daphny van den Brand | Lucie Chainel | Pauline Ferrand-Prévot |

## Tableau des médailles
| Rang  | Nation   | Or | Argent | Bronze | Total |
| ----- | -------- | -- | ------ | ------ | ----- |
| 1     | Pays-Bas | 3  | 1      | 1      | 5     |
| 2     | France   | 0  | 2      | 2      | 4     |
| Total | Total    | 3  | 3      | 3      | 9     |